# Flaggen und Wappen der Königreiche und Länder Österreich-Ungarns

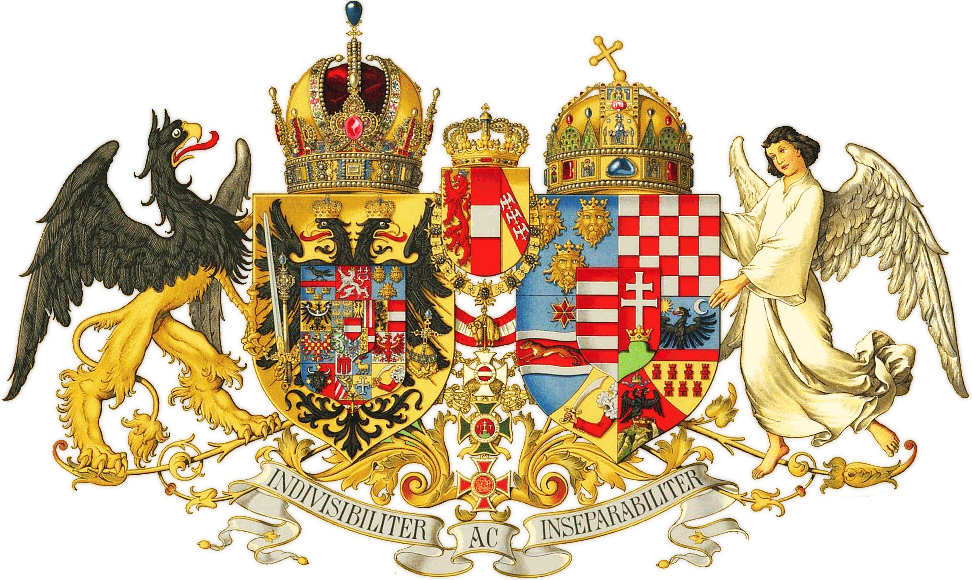
Wappen Österreich-Ungarns

Diese Liste zeigt die Flaggen und Wappen der Königreiche und Länder der historischen Donaumonarchie Österreich-Ungarn zu Beginn des 20. Jahrhunderts.

## Reichsgliederung
Der Fluss Leitha bildete streckenweise die Grenze zwischen den beiden Reichshälften Österreich und Ungarn (entspricht der heutigen burgenländischen Westgrenze).
| Lage | Reichsteil                                                                          | Anmerkungen                                                           | Wappen |
| ---- | ----------------------------------------------------------------------------------- | --------------------------------------------------------------------- | ------ |
|      | Die im Reichsrat vertretenen Königreiche und Länder, ab 1915 Österreichische Länder | auch Cisleithanien „Land diesseits der Leitha“ westliche Reichshälfte |        |
|      | Die Länder der Heiligen Ungarischen Stephanskrone                                   | auch Transleithanien „Land jenseits der Leitha“ östliche Reichshälfte |        |
|      | Bosnien und Herzegowina                                                             | Von beiden Reichshälften gemeinsam verwaltet                          |        |

## Königreiche und Länder
| Lage            | Land                                           | Hauptstadt    | Flagge        | Wappen        |               |
| Cisleithanien   | Cisleithanien                                  | Cisleithanien | Cisleithanien | Cisleithanien | Cisleithanien |
| --------------- | ---------------------------------------------- | ------------- | ------------- | ------------- | ------------- |
|                 | Königreich Böhmen                              | Prag          |               |               |               |
|                 | Königreich Dalmatien                           | Zara          |               |               |               |
|                 | Königreich Galizien und Lodomerien             | Lemberg       |               |               |               |
|                 | Erzherzogtum Österreich unter der Enns         | Wien          |               |               |               |
|                 | Erzherzogtum Österreich ob der Enns            | Linz          |               |               |               |
|                 | Herzogtum Bukowina                             | Czernowitz    |               |               |               |
|                 | Herzogtum Kärnten                              | Klagenfurt    |               |               |               |
|                 | Herzogtum Krain                                | Laibach       |               |               |               |
|                 | Herzogtum Salzburg                             | Salzburg      |               |               |               |
|                 | Herzogtum Ober- und Niederschlesien            | Troppau       |               |               |               |
|                 | Herzogtum Steiermark                           | Graz          |               |               |               |
|                 | Markgrafschaft Istrien                         | Parenzo       |               |               |               |
|                 | Markgrafschaft Mähren                          | Brünn         |               |               |               |
|                 | Gefürstete Grafschaft Tirol                    | Innsbruck     |               |               |               |
|                 | Gefürstete Grafschaft Görz und Gradisca        | Görz          |               |               |               |
|                 | Reichsunmittelbare Stadt Triest und ihr Gebiet | Triest        |               |               |               |
|                 | Vorarlberg                                     | Bregenz       |               |               |               |
| Lage            | Land                                           | Hauptstadt    | Flagge        | Wappen        |               |
| Transleithanien |                                                |               |               |               |               |
|                 | Königreich Ungarn                              | Budapest      |               |               |               |
|                 | Königreich Kroatien und Slawonien              | Zágráb/Zagreb |               |               |               |
|                 | Stadt Fiume mit Gebiet                         | Fiume         |               |               |               |
| Lage            | Land                                           | Hauptstadt    | Flagge        | Wappen        |               |
| Kondominium     |                                                |               |               |               |               |
|                 | Bosnien und Herzegowina                        | Sarajevo      |               |               |               |